# Пераце (Салерно)
Пераце је насеље у Италији у округу Салерно, региону Кампанија.
Према процени из 2011. у насељу је живело 286 становника. Насеље се налази на надморској висини од 396 м.